# Rigor Mortis (musikalbum)
Rigor Mortis är den amerikanska thrash/speed metal-gruppen Rigor Mortis debutalbum, släppt på etiketten Capitol Records den 19 juli 1988.

## Låtlista
Sida A
1. "Welcome to Your Funeral" – 3:31
2. "Demons" – 4:04
3. "Bodily Dismemberment" – 5:18
4. "Condemned to Hell" – 3:41
5. "Wizard of Gore" – 3:56

Sida B
1. "Shroud of Gloom" – 2:43
2. "Die in Pain" – 3:56
3. "Vampire" – 5:00
4. "Re-Animator" – 3:23
5. "Slow Death" – 5:33

Bonuslåtar på CD-utgåvan
1. "Foaming at the Mouth" – 3:45
2. "Grudge Fuck" – 1:48
3. "Spivey" (previously Unreleased) – 2:49

## Medverkande
- Mike Scaccia – gitarr
- Casey Orr – elbas, sång
- Harden Harrison – trummor
- Bruce Corbitt – sång